# Lauri Viljanen
Lauri Viljanen, född 6 september 1900 i S:t Karins, Finland, död 29 september 1984 i Helsingfors, var en finländsk författare, litteraturhistoriker och översättare.

## Biografi
Viljanens föräldrar var snickare Stefan Viljanen (Vilkman till 1895) och Sofia Mantere. Han tog studentexamen vid Åbo finska klassiska lyceum 1920 och studerade litteraturhistoria vid universitetet i Åbo 1922–1924.  Han arbetade samtidigt som amanuens vid Åbo universitetsbibliotek 1921–1923 och därefter som lärare vid Hamina skola i Fredrikshamn 1924–1925. Viljanen gjorde sin litterära debut 1924 och arbetade även som litteratur- och teaterkritiker för olika tidningar. År 1926 bosatte han sig i Helsingfors och arbetade i Helsingin Sanomat som litteraturkritiker 1926–1950 och var mycket uppmärksam på kulturella trender i Europa.
Viljaden tog fil.kand.-examen 1947 och efter att ha tagit doktorsexamen 1949 uppehöll han en professur i litteraturhistoria vid Åbo universitet 1949–1954 och Helsingfors universitet 1954–1967.

## Författarskap
Poeten Viljanen tog initialt intryck mest av V A Koskenniemi. År 1930 blev han och författaren Mika Waltari intresserad av gamla Egypten till under dynastin av farao Akhenaton. Efter kriget, sökte Viljanen i sin poesi  bland annat grund i den antika världen och Ulysses personlighet. Pensionerad samlade Viljanen under resor i Italien, forskningsmaterial om Romantiska Hellas och Rom, som dock förblev oavslutat.
Mellan åren 1953 och 1955, redigerade Viljanen den mest prestigefyllda finska litterära tidskriften, Parnasso, en förespråkare för modernismen. Han öppnade sina sidor till sådana djärva nya röster på den litterära scenen som Paavo Haavikko, Veijo Meri, Anselm Hollo, och Tuomas Anhava. Viljanen översatte också till finska verk av Knut Hamsun, Heinrich von Kleist, Hagar Olsson, William Wordsworth, T S Eliot, och Gottfried Keller.

## Hedersbetygelser
Viljanen tilldelades Aleksis Kivi-priset 1953 och erhöll Schückska priset 1963.